# Coxo
Coxo (Crioulo cabo-verdiano, ALUPEC: Koxu) é uma vila e covo do município de São Filipe, em Cabo Verde.

## Vilas próximos ou limítrofes
- Lomba, noreste
- Monte Grande, suleste
- São Jorge, sul
- São Lourenço, oeste